# آبتنی (ملکه)
آبِتْنی (انگلیسی: Abetni) ملکه‌ای از دودمان سیزدهم مصر باستان بود. او تنها از طریق یک سنگ یادبود شناخته می‌شود که در اللشت و در گودال ۴۱۲ یافت شده است، جایی که سنگ یادبود پسر شاه به نام هپو نیز یافت شد. در این سنگ یادبود هپو همچنین به همراه آبتنی به تصویر کشیده شده است؛ بنابراین احتمالاً او مادر هپو بوده است. همسر سلطنتی او ناشناخته است. این سنگ یادبود هم‌اکنون در موزه هنر لو نگهداری می‌شود (شماره موجودی ۵۸٫۱۰۵٫۰۰۲).